# Klif księżycowy
Klif księżycowy (łac. Rupes) – uskok tektoniczny na powierzchni Księżyca. Powstanie klifów na Księżycu jest ściśle powiązane z upadkiem na jego powierzchnię dużych obiektów astronomicznych. Energia uderzenia powoduje nie tylko powstanie krateru oraz wyrzut materiału tworzącego brzeg krateru i pokrywę odłamków lecz również powoduje powstanie gwałtownych fal sejsmicznych. Jeśli fale te natrafią na góry księżycowe i zostaną zatrzymane skorupa księżycowa ulega zagięciu wytwarzając uskok tektoniczny.

## Znane klify księżycowe
| Nazwa            | Koordynaty księżycowe                 | Średnica | Pochodzenie nazwy                  |
| ---------------- | ------------------------------------- | -------- | ---------------------------------- |
| Rupes Altai      | ☾ 24,3°S 22,6°E/-24,300000 22,600000  | 427,0 km | ziemski łańcuch górski Ałtaj       |
| Rupes Boris      | ☾ 30,5°N 33,5°W/30,500000 -33,500000  | 4,0 km   | od pobliskiego krateru Boris       |
| Rupes Cauchy     | ☾ 9,0°N 37,0°E/9,000000 37,000000     | 120,0 km | od pobliskiego krateru Cauchy      |
| Rupes Kelvin     | ☾ 27,3°S 33,1°W/-27,300000 -33,100000 | 78,0 km  | od pobliskiego Promontorium Kelvin |
| Rupes Liebig     | ☾ 25,0°S 46,0°W/-25,000000 -46,000000 | 180,0 km | od pobliskiego krateru Liebig      |
| Rupes Mercator   | ☾ 31,0°S 22,3°W/-31,000000 -22,300000 | 93,0 km  | od pobliskiego krateru Mercator    |
| Rupes Recta      | ☾ 22,1°S 7,8°W/-22,100000 -7,800000   | 134,0 km | łac. "prosta ściana" (od kształtu) |
| Rupes Toscanelli | ☾ 27,4°N 47,5°W/27,400000 -47,500000  | 70,0 km  | od pobliskiego krateru Toscanelli  |

## Rupes na pozostałych obiektach Układu Słonecznego
| Rupes na Merkurym: - Adventure Rupes - Astrolabe Rupes - Discovery Rupes - Endeavour Rupes - Fram Rupes - Gjöa Rupes - Heemskerck Rupes - Hero Rupes - Mirni Rupes - Pourquoi-Pas Rupes - Resolution Rupes - Santa María Rupes - Victoria Rupes - Vostok Rupes - Zarya Rupes - Zeehaen Rupes | Rupes na Wenus: - Fornax Rupes - Gabie Rupes - Hestia Rupes - Uorsar Rupes - Ut Rupes - Vaidilute Rupes - Vesta Rupes | Rupes na Marsie: - Amenthes Rupes - Ammonii Rupes (anulowana) - Arena Rupes (przemianowana na Arnus Vallis) - Argyre Rupes - Arimanes Rupes - Avernus Rupes - Bosporos Rupes - Cerberus Rupes (przemianowana na Cerberus Fossae) - Chalcoporos Rupes - Claritas Rupes - Cydnus Rupes - Elysium Rupes - Hephaestus Rupes - Morpheos Rupes - Ogygis Rupes - Olympus Rupes - Panchaia Rupes - Phison Rupes - Pityusa Rupes - Promethei Rupes - Rupes Tenuis - Tartarus Rupes - Thyles Rupes - Ulyxis Rupes - Utopia Rupes | Rupes na Mirandzie: - Argier Rupes - Verona Rupes Rupes na Tytanii: - Rousillon Rupes |